# Depenalizzazione
La depenalizzazione, nel gergo giuridico italiano, consiste nel trasformare illeciti penali in illeciti amministrativi o civili.

## Storia
Gli illeciti depenalizzati sono una vasta categoria di fatti corrispondenti a quelle figure di reato, per lo più di lieve entità o di interesse prevalentemente privato, che leggi recenti hanno trasformato in infrazioni di carattere amministrativo o civile, assoggettandoli a sanzioni pecuniarie non penali.
In Italia la proliferazione di numerosi illeciti penali contenuti in leggi speciali, ha indotto il legislatore a depenalizzarli.
La prima disciplina organica in materia di depenalizzazione è la Legge 24 novembre 1981, n. 689, che ha previsto la conversione di diverse fattispecie penali cosiddette "bagatellari" in illeciti amministrativi. Successive ondate di depenalizzazione si sono realizzate con la Legge 28 dicembre 1993, n. 561, con il D.Lgs. 13 luglio 1994, n. 480, e con il D.Lgs. 30 dicembre 1999, n. 507.
Ulteriore blocco di depenalizzazione è contenuto nei decreti del 15 gennaio 2016. Il primo (D.Lgs. 15 gennaio 2016, n. 7) ha portato alla depenalizzazione di diverse fattispecie ad interesse perlopiù privatistico, punite ora con sanzioni pecuniarie di carattere civile. Il secondo (D.Lgs. 15 gennaio 2016, n. 8) segue lo schema tradizionale della depenalizzazione in favore dell'illecito amministrativo relativamente alle fattispecie penali punite con la sola sanzione pecuniaria.

## Differenza con la normativa sulla particolare tenuità
Il Decreto Legislativo n. 28/2015, ha introdotto una causa di non punibilità che scatta caso per caso, quando il fatto sia di «particolare tenuità» e quando il comportamento del colpevole risulti «non abituale». Tale previsione, inserita nel Codice Penale al neo‑introdotto art. 131‑bis, è applicabile soltanto ai reati per i quali è prevista la pena detentiva non superiore nel massimo a 5 anni, o la sola pena pecuniaria, sola o congiunta alla pena predetta. 
La qualificazione del fatto come di particolare tenuità non comporta una depenalizzazione. La depenalizzazione, infatti, è un'operazione che può fare in termini generali e astratti solo il legislatore. Piuttosto, l'art. 131‑bis c.p. impone al giudice di valutare in concreto talune caratteristiche del fatto commesso (modalità della condotta, l'esiguità del danno o del pericolo, ecc.) ai soli fini della punibilità del reo, senza incidere sulla natura penale dell'illecito. Se la valutazione è nel senso della particolare tenuità, il giudice pronuncia sentenza di assoluzione perché l'imputato non è punibile. 
Al contrario, l'illecito depenalizzato è per sua natura "più tenue" del reato in senso stretto. Per queste fattispecie, dunque, le sentenze sono diverse a seconda del giudice competente e possono essere nel senso dell'accertamento positivo o negativo dell'illecito.